# 陸王 (小説)
『陸王』（りくおう）は、池井戸潤の小説。『小説すばる』（集英社）に2013年7月号から2015年4月号まで連載され、2016年7月10日に集英社から単行本が刊行された。2019年6月21日に集英社文庫にて文庫化された。
役所広司の主演で2017年10月期にTBS系にてテレビドラマ化された。

## あらすじ
埼玉県行田市にある足袋製造会社「こはぜ屋」は創業から100年の歴史をもつ老舗だが、近年は業績が低迷し資金繰りに悩んでいる。そんなある日、四代目社長の宮沢紘一はこれまでの足袋製造の技術力を生かし、「裸足感覚」を取り入れたランニングシューズの開発を思いつき、社内にプロジェクトチームを立ち上げる。
会社の存続をかけて異業種に参入した「こはぜ屋」だったが、資金難、人材不足、大手スポーツメーカーの嫌がらせや思わぬトラブルなど様々な試練に直面する。宮沢たちは坂本や飯山の協力や有村や村野の助言を受けて、試行錯誤を続けながらランニングシューズの開発に邁進するのだった。

## 登場人物
宮沢紘一
埼玉県行田市の老舗足袋製造会社「こはぜ屋」社長。ビブラム ファイブフィンガーズを見て、ランニングシューズに応用できると考え付く。
宮沢大地
紘一の息子。大学卒業後、「こはぜ屋」を手伝いながら就職活動中。
宮沢美枝子
紘一の妻。
宮沢茜
紘一の娘。高校3年生。
富島玄三
「こはぜ屋」経理担当常務。
安田利充
「こはぜ屋」係長。
坂本太郎
「埼玉中央銀行」こはぜ屋担当。
江端
「椋鳩通運」セールスドライバー。
有村融
横浜のスポーツショップ。宮沢に人間の走り方を教える。
茂木裕人
「ダイワ食品」陸上競技部ランナー。
城戸明宏
「ダイワ食品」陸上競技部監督。
村野尊彦
「アトランティス」シューフィッター。
小原賢治
「アトランティス」営業部長。
毛塚直之
「アジア工業」陸上競技部ランナー。
清崎徳治郎
「アジア工業」陸上競技部監督。
彦田知治
「芝浦自動車」陸上競技部ランナー。
徳原誠
「芝浦自動車」陸上競技部監督。
望月
「ジャパニクス」陸上競技部ランナー。
田中
「ジャパニクス」陸上競技部ランナー。日本記録保持者。
飯山晴之
「シルクール」社長。
飯山素子
晴之の妻。
橘健介
戸田市の繊維メーカー「タチバナラッセル」社長。
御園丈治
アパレルメーカー「フェリックス」社長。

## 書籍情報
- 池井戸潤『陸王』
  - 単行本：集英社、2016年7月10日、ISBN 978-4-08-771619-1[2]
  - 文庫：集英社文庫、2019年6月21日、ISBN 978-4-08-745883-1[3]

## テレビドラマ
2017年10月15日から12月24日まで毎週日曜21時 - 21時54分にてTBS系「日曜劇場」枠において、役所広司の主演で放送された。
日曜劇場での池井戸原作作品は、『半沢直樹』（2013年）、『ルーズヴェルト・ゲーム』（2014年）、『下町ロケット』（2015年）に次いで4作目で、前3作と共通したスタッフで制作された。
撮影は、2017年元日のニューイヤー駅伝のロケから始まり、毎回のマラソン大会シーンやそれ以外のシーンにも多数のエキストラが参加し、連続ドラマとしては異例の長期間に及ぶ撮影と規模だと報道された。また劇中のこはぜ屋の「陸王」とアトランティス社の「RII」はミズノが製造し、こはぜ屋のはんてんは羽生市の小島染織工業が製作したほか、行田市内の6社は公式の関連商品を手掛けた（反響も参照）。

### キャスト

#### こはぜ屋
宮沢紘一（みやざわ こういち）〈56〉
演 - 役所広司
埼玉県行田市にある老舗足袋製造会社「こはぜ屋」4代目社長。
「こはぜ屋」の資金繰りに悩んでいたところにメインバンクの担当銀行員である坂本から新規事業への参入を助言され、たまたま立ち寄った靴屋で5本指型のランニングシューズを見かけたことをきっかけに、自社の技術を活かした足袋型ランニングシューズの開発を思いつく。
「第62回豊橋国際マラソン選手権大会」を観戦した際に、ケガで棄権になりながらも走ることを諦めようとしなかった茂木の姿を見て、本格的に足袋型ランニングシューズの開発を決意。「シルクレイ」の特許を持つ飯山や茂木のシューフィッターである村野の協力を得ながら自社製の足袋型ランニングシューズ「陸王」の開発を進める。
シルクレイが靴のソールに合う硬度で完成した後の居酒屋での祝勝会で、「陸王を世界一のシューズにする」との野望を言い放つ。
大地が茜に話した「逆転の発想」をヒントに、シルクレイをソールにした地下足袋「足軽大将」を発案・商品化し、瞬く間に大ヒット商品となる。
ニューイヤー駅伝での茂木の活躍をきっかけにして、「陸王」の商品化に踏み切ったが苦戦する。同時に「アトランティス」から嫌がらせを受けるようになり、「タチバナラッセル」との契約が打ち切りになったことで「陸王」のアッパー素材を失い窮地に追い込まれる。
陸王を知ってもらおうと参加した「第19回行田市民駅伝競走大会」では5区に出場したが、途中で他チームの参加者がけがをしているのを放っておけず、大通りまでおぶりながら走って順位を落としてしまう。
「フェリックス」への買収話は、飯山の助言によりシルクレイを独占的に供給する業務提携として変更するのを御園に提案するが、経営に対する考えに大きな隔たりがあって物別れに終わる。しかし後日、御園から条件付きの融資の提案があり、それを受ける。そして豊橋国際マラソンに臨む茂木に対し、たとえRIIを履いていても応援することを決めた。
レース寸前で「陸王」を履くことに決めた茂木が優勝した直後から陸王の注文が殺到する。「こはぜ屋」は1年後には工場を別場所に増設し、従業員を20人から60人に増員。メインバンクを埼玉中央銀行からメガバンクの東京中央銀行に替えて急成長を遂げる。
宮沢大地（みやざわ だいち）
演 - 山﨑賢人
紘一の長男。大学の工学部を卒業するが就職に失敗し、「こはぜ屋」を手伝いながら就職活動を続けている。就職活動がなかなか上手くいかずに希望の会社や職種を妥協し始めていた中、「こはぜ屋」の顧問に就任した飯山のアシスタントとなり、「シルクレイ」を「陸王」のソール部分に合う硬度を目指して昼夜働き、その中で自分ができることを見出していく。
父親である紘一とはぶつかることもあるが、昔から紘一が作った足袋を茜と取り合っていたほど「こはぜ屋」への愛着は強く、従業員達からも「大ちゃん」と呼ばれ可愛がられている。
飯山がシステム金融業者に襲われ入院してからはシルクレイ製造に、タチバナラッセルとの取引がなくなってからはアッパー素材を作れる会社探しに孤軍奮闘する。
「第19回行田市民駅伝競走大会」ではアンカーの6区に出場し力走したものの、チームは10位入賞にわずかの差で及ばず11位に終わってしまう。
元々希望していた「メトロ電業」の中途採用で内定が決まったものの、「こはぜ屋」でランニングシューズの開発に挑戦し続ける方がやりがいがあるのではと辞退しようとしたが、紘一から「こはぜ屋」で得られない知識や経験を蓄積して欲しいと激励され、考えを改めて一旦出るからには「戻るつもりはない」と気を引き締め入社する。
安田利充（やすだ としみつ）
演 - 内村遥
係長。現在では入手出来ないドイツ式八方つま縫いミシンが故障した時は、他の予備部品から取り出して修理する。
「第19回行田市民駅伝競走大会」では直前にけがをして参加出来なくなりチーム出場が危ぶまれたが、大会に来た坂本を含むチーム陸王の仲間を予め全員補欠登録していたことで坂本が代わりに出てチーム出場が出来た。懸命に仕事を覚えている美咲を見て想いを寄せるが、彼女が大地のことを好きだと分かると諦める。
仲下美咲（なかした みさき）
演 - 吉谷彩子
縫製課で働く最年少の従業員。
冨久子から業務を教わりながら可愛がられており、彼女が倒れて入院してからは代わって業務を任される。あけみの指導の下で、不器用ながら徐々に上達し始める。この頃から密かに大地に好意を寄せている。
「第19回行田市民駅伝競走大会」では2区に出場する。
「こはぜ屋」の買収話に皆と違って強い反対意識はないが、あけみたちと残業を断る。その後、米子・美子の後に冨久子と共に残業に賛同する。
水原米子（みずはら よねこ）
演 - 春やすこ
縫製課の従業員。しっかり者で、時にはあけみと共にみんなを引っ張る。
「こはぜ屋」の買収話に反対の立場で残業を断ってきたが、安田から給料が払えなくなると聞いて美子と共に残業に賛同し、今までより給料が上がるならば買収されることにも賛成する。
西井冨久子（にしい ふくこ）
演 - 正司照枝
縫製課で働く最年長で一際小柄な古株従業員。ゲンさんからは姐さんと呼ばれている。心臓に持病を抱えている。先代の「陸王」製造にも携わっていたこともあり、こはぜ屋への思いや愛は強くリストラ騒ぎが起きた際は「あたしゃ、辞めないよ!」と繰り返していた。
「足軽大将」の大ヒットにより残業続きとなり身体に疲労と負担がかかったことで、心臓に違和感を覚えた直後に倒れて入院する。「こはぜ屋」の買収話が持ち上がっている時に退院し戻ってきたが、紘一に全快祝いを提案されたものの買収話に反対の立場で断り、紘一を裏切り者とすら言い放った。その後、美咲と共に残業に賛同する。
橋井美子（はしい よしこ）
演 - 上村依子
縫製課の従業員。仕事場では眼鏡とふくよかな体格がチャームポイントだが、普段は眼鏡を外している。
「こはぜ屋」の買収話の件では米子と同じ気持ちで残業に賛同し、買収されることにも賛成する。
正岡あけみ（まさおか あけみ）
演 - 阿川佐和子
縫製課のリーダー。誰に対しても気さくに接し元気づけたりして明るく優しい人物だが、その反面物怖じせず気が強い為感情的になりやすい所がある。
「第19回行田市民駅伝競走大会」では3区に出場し、序盤で何名かに抜かれるものの終盤で抜き返すしぶとさを見せる。
先代と大ゲンカの末「こはぜ屋」を一度退社し大手のファッションブランドに就職したが、想像していた環境と違ってボロボロの状態となる。その状態の時に先代から電話があり、そろそろ戻るように言われ涙が出てしまい戻ってきた。それからは「こはぜ屋」を第二の家と思って愛してきた経緯があり、誰よりも「こはぜ屋」の買収話を否定し、断固として反対の立場をとり残業拒否の主導的役割を担う。最後まで残業拒否の姿勢をとってきたが、大地の「陸王」を再度作りたいとの強い熱意を受けて、「陸王」製作への気持ちを新たにした。
富島玄三（とみしま げんぞう）
演 - 志賀廣太郎
専務取締役、経理担当。「こはぜ屋」の面々からは「ゲンさん」と呼ばれている。神経質で慎重、守りに入るタイプの性格。
先代のマラソン足袋製造に携わっており、その時の資金繰り失敗で会社の規模を縮小せざるを得ない状況にした負い目を感じ、紘一にプロジェクトを止めるように忠告する。
会社の財政を圧迫する「陸王」の開発に最後まで消極的な立場だったが、地下足袋「足軽大将」の商品化などは歓迎し、従来より値段を高めに設定して差別化を図るように提案する。
「フェリックス」からの融資でも最後まで慎重の立場でいたが、冨久子に押される形で承諾する。

#### 宮沢家
宮沢茜（みやざわ あかね）
演 - 上白石萌音
紘一の長女。高校3年生。海外で仕事をするのが夢。元々はクールな毛塚が好きなタイプだったが、直接茂木と会ってからは彼を応援するようになる。
筑波大学に進学することを考えたり、普通に大学を出て就職するのは難しいからと海外留学を考えたりしている。
紘一にスニーカーを買いに行くように頼んだことが、紘一が「陸王」のアイデアを思いつくきっかけとなった。
宮沢美枝子（みやざわ みえこ）
演 - 檀ふみ
紘一の妻。紘一が困難に立ち向かっている時も常に優しく寄り添っている。

#### 「陸王」協力者
有村融（ありむら とおる）
演 - 光石研
スポーツ用品店「アリムラスポーツ」の店長。
坂本の紹介でランニングシューズの構造や業界の事情を知るために訪れた紘一と知り合い、人間本来の走り方であるミッドフット走法について説明したり、「シルクレイ」の技術力を最大限に評価したり、店内で紘一と「アトランティス」を退社したばかりの村野との顔合わせを実現させるなど、「陸王」の開発に協力する。
各レースで紘一に対して、レース状況・選手の特徴等の詳細なデータを説明する。
江幡晃平（えばた こうへい）
演 - 天野義久
「椋鳩通運」のセールスドライバー。元長距離選手だった影響で「陸王プロジェクト」に積極的に参加。「陸王」試作品のテスト走行を行ったりしている。
こはぜ屋の面々に「陸王」の宣伝目的で「第19回行田市民駅伝競走大会」参加を呼び掛ける。一旦は断られたが参加することになり、大会直前までコーチとして指導するかたわら、大会は1区に出場する。
飯山晴之（いいやま はるゆき）
演 - 寺尾聰
倒産した「飯山産業」の元社長。「こはぜ屋」顧問。
繭を特殊加工した「シルクレイ」を考案し、特許を取得している。
紘一の「陸王プロジェクト」に参加させることを条件に、シルクレイ製造機を格安で貸し特許使用を認め、紘一にシルクレイを作った時の興奮を味わわせることを誓う。
靴のソールに合うシルクレイの硬度を目指して、大地と共に昼夜開発に没頭するものの理想の硬度を得ることが出来なかったが、紘一の差し入れたコーヒーと安田のコーヒーに関する雑談がヒントになり、煮繭温度を調節することで理想の硬度を得ることに成功する。
冨久子が倒れた夜、システム金融業者の待ち伏せを受けて暴力を振るわれ大怪我をして緊急入院する。入院中に抜け出そうとするが妻の素子に止められ、自分の魂だという企業秘密のシルクレイ製造機設計図を、素子に言付け大地に渡す。その後は病院を抜け出して、製造機の不具合箇所の予備部品がなく困っている大地に、前もって自分が持ってきた予備部品が入った保管箱を指示し彼が見つけた直後に再度倒れる。その後、ニューイヤー駅伝で「陸王」を履いた茂木の姿を見に有村と共に紘一らの元に現れる。
ニューイヤー駅伝の後に、シルクレイ製造機が火災に見舞われてシルクレイの製造が出来なくなったと同時に、「フェリックス」の関口からシルクレイ特許の独占使用契約の依頼をされるが、紘一に付いていくことを決意して断りの電話を入れる。
「フェリックス」が目論む「こはぜ屋」の買収話に、シルクレイの製造を「こはぜ屋」にしか許可していないことを利用し、紘一に考え直すように伝える。
飯山素子（いいやま もとこ）
演 - キムラ緑子
飯山の妻。飯山が職を失っている最中は、自分のパートで生計のやりくりをする。
村野尊彦（むらの たかひこ）
演 - 市川右團次
ベテランシューフィッター。選手に寄り添った親身な姿勢から多くの陸上選手から信頼されている。
ケガ持ちの茂木に、靴のソールを薄くしミッドフット走法に変えることを勧める。
茂木のケガを自分だけの責任に押し付け、謝罪を強要する小原を見限って「アトランティス」を退社し、「こはぜ屋」の「陸王プロジェクト」にアドバイザーとして参加する。
ニューイヤー駅伝終了後に他会社陸上部の選手たちと「こはぜ屋」との契約交渉をして、2人からサポート契約を結びたいとの報告を紘一に伝える。
シルクレイ製造機が壊れてしまい「陸王」を選手たちに供給出来なくなった際、「どうにもならない」と諦めかけていた紘一に失望して「こはぜ屋」から一旦離れるが、飯山の説得で「タテヤマ織物」製のアッパー素材に変更した「5代目 陸王」のアドバイザーとして戻ってくる。
「こはぜ屋」の面々がどんな状況でも茂木を応援し続けるのを目の当たりにして心を動かされ、シューフィッターの立場を無視して、紘一に内緒で最新の最後の一足と言い残して「5代目 陸王」を茂木に渡す。

#### ダイワ食品陸上部
茂木裕人（もぎ ひろと）
演 - 竹内涼真
陸上部の選手で、ストーリーにおいてのキーパーソン。
東西大学時代に箱根駅伝5区を走った期待の新人。元々野球少年で甲子園を目指したが、肘を壊して長距離選手に転向する。
「第62回豊橋国際マラソン選手権大会」はゴール直前に半腱様筋を痛め棄権する。このレース以降は、ミッドフット走法にフォーム修正している。
初めて紘一と出会ったときに、「2代目 陸王」に好感触はあったものの耐久性に問題ありと伝える。部内トライアルレースは、ソールをシルクレイに変更した「3代目 陸王」を履いてラスト1周で立原と競ったが、オーバーペースがたたってリタイアする。リタイア原因が半腱様筋ではなく足がつっただけのため大事に至らずに済む。レース終了後、紘一にサポートを依頼する。アトランティスの佐山から「こはぜ屋」の経営状態を知らされ激しく動揺するが、陸王のシューズの良さに心から惹かれアトランティスの「RII」よりもアッパー素材をダブルラッセルに変更した「4代目 陸王」を選択し、「第62回ニューイヤー駅伝」6区に出場し、毛塚とのレース駆け引きに勝ってチーム順位を8位から3位に上げ、区間賞を獲得する好記録を残す。
ニューイヤー駅伝の活躍により、一度は折り合いが付かなかった「月刊アスリート」の島の取材を受け、「陸王」でリセット出来たことを熱く語る。その後雑誌を見て、記事が話した内容と全く異なり毛塚特集であることを「月刊アスリート」に抗議しようとするが、城戸に走りで毛塚を徹底的に打ちのめせと叱り飛ばされる。
「第19回行田市民駅伝競走大会」と同日の「ディスタンスチャレンジ10000ｍ」に出場し、8000ｍまで快調な走りを見せるものの、終盤になって供給が不可能になってしまった「陸王」から市販品シューズに変更した影響でフォームがばらつき始め結果を残せなかった。
「ディスタンスチャレンジ10000ｍ」のリベンジとして、アッパー素材をダブルラッセルに変更したアトランティス「RII」を履いて「東日本チャンピオンズカップ」10000ｍに出場し、大会新記録と同時に毛塚の最高記録を上回るタイムを出して優勝する。
城戸から世界陸上の有力選手がケガで出場が絶望的になり「第64回豊橋国際マラソン選手権大会」が選考会になると告げられ、同時に出場を命じられる。シューズはレース直前まで悩んだ末に、「タテヤマ織物」製のアッパー素材に変更した「5代目 陸王」を選択し、同時にあけみたちが思いを込めた靴紐に変える。その豊橋国際マラソンでは、箱根のランナーだった経験を生かし序盤は体力を温存して30km地点の上り坂で先頭集団グループを抜け出し、サイラス・ジュイと毛塚を追いかける展開を見せる。その後、35km地点で給水を取り損ねた毛塚に自分の給水ボトルを渡してから彼と並走し、かつて棄権した地点でサイラス・ジュイが棄権されたのを見て一度は挫けそうになるも、紘一・大地の声援にうなずいて奮起する。ゴール手前で毛塚を抜き、2時間7分28秒の好タイムで優勝する。優勝インタビューでは「陸王」に支えられたことを感謝し、「こはぜ屋」に優勝を捧げる。
その後は、世界陸上で日本人トップの5位、熊谷シティマラソンで日本人トップの2位、ニューイヤー駅伝で去年に引き続き6区で区間賞、「茨城マラソン」で日本新記録を樹立しての優勝と活躍し続けている。
城戸明宏（きど あきひろ）
演 - 音尾琢真
陸上部監督。普段は怒鳴って指導をする熱血監督でさらに選手思いである。また自称昔から走るのも早いが風呂も早い。そして、陸上部の部員からはキレるのも早いと言われている。
度重なる紘一の訪問に門前払いをし続けるが、茂木が陸王を履くことを黙認している。
ニューイヤー駅伝がラストランになる平瀬の応援では選手らと外に飛び出して涙を流し叫んで応援した。
毛塚を抜くことを目標に頭がいっぱいで長時間走り続ける茂木に激怒し頭を冷やすように命じ、彼に自分自身に勝つことが出来たら初めて毛塚を越えられると言い、その時に「豊橋国際マラソン選手権大会」の出場を認めると伝える。
村野が「5代目 陸王」を茂木に渡そうとした際、最初は「茂木を悩ませるだけだ」と門前払いにしたが、その後こはぜ屋の面々の思いを汲みとった村野が独断で再来した際にはその場面を陰で見届けつつ、自身もその思いを理解し黙認した。その後、本番で茂木が「5代目 陸王」を選択したことに憤慨したアトランティスの佐山が茂木のもとへ駆けつけて詰め寄ろうとした際には、陸上部の面々とともに彼の前に立ち塞がって「あいつらは損得勘定抜きで命削って走ってる。その邪魔をするな！」と啖呵を切り、陸上部の将来を投げうってでも茂木の思いを貫徹させる姿勢をみせる。
平瀬孝夫（ひらせ たかお）
演 - 和田正人
陸上部の選手。かつてアトランティスのサポート契約を結んでいた。
ケガ持ちの茂木に、自分みたいにケガが長引かないように少しでも違和感があれば医者に診てもらうように忠告する。部内トライアルレースで茂木に追い抜かれたことで限界を感じ、「第62回ニューイヤー駅伝」アンカー7区の出場を最後にして選手生活を引退し、彼に一流ランナーの夢を託す。ニューイヤー駅伝では茂木から3位でたすきを受け、途中でチーム順位を2位に上げて涙ながらに走り、そのままの順位でゴールを切って有終の美を飾る。その後は黙って去ろうとしたが、日頃から行動する茂木他選手たちに心を読まれ、皆から送られて練習所を去る。後にコーチとして陸上部に復帰する。
立原隼斗（たちはら はやと）
演 - 宇野けんたろう
陸上部のエース的存在選手。アトランティスのサポート契約を結んでいる。
「熊谷シティマラソン」に出場し、35km付近で毛塚たちトップグループに遅れる。
部内トライアルレースは、最後尾で様子を伺う展開を見せ終盤で先頭に立つ。
「第62回ニューイヤー駅伝」4区に出場するものの、今までの疲労蓄積で先頭集団から8位に順位を落としてしまう。
加瀬尚之（かせ なおゆき）
演 - 前原滉
陸上部の選手。
立原に対して富士五湖ハーフマラソンの雪辱を果たそうと挑んだ部内トライアルレースは、先頭で引っ張る展開を見せるが終盤で茂木・立原に遅れを取る。
内藤久雄（ないとう ひさお）
演 - 花沢将人
陸上部の選手。
「第62回ニューイヤー駅伝」1区に出場する。
川井俊輔（かわい しゅんすけ）
演 - 佐藤俊彦
陸上部の選手。
「第62回ニューイヤー駅伝」3区に出場する。
水木貴彦（みずき たかひこ）
演 - 石井貴就
陸上部の選手。
「第62回ニューイヤー駅伝」5区に出場する。
端井（はしい）
演 - 安藤勇雅
陸上部の選手。
「第62回ニューイヤー駅伝」で茂木の補欠につく。
大川裕信
演 - 小石周平
陸上部のマネージャー。
ジョセフ・オリユク
演 - ジョセフ・オンサリゴ
陸上部の選手。
「第62回ニューイヤー駅伝」2区に出場する。茂木と共に「第64回豊橋国際マラソン選手権大会」に出場し、中盤まで先頭集団グループで引っ張る展開を見せる。

#### アジア工業陸上部
毛塚直之（けづか なおゆき）
演 - 佐野岳
陸上部の選手。他社から鞍替えして、「アトランティス」と特例の5年サポート契約を結んでいる。自分のモデルシューズ開発に1億円をつぎ込まれている。
茂木と共に学生時代箱根駅伝5区を走った。父が元マラソン選手で英才教育を受ける。「第62回豊橋国際マラソン選手権大会」「熊谷シティマラソン」を、共に日本人最高の2位になる。
「第62回ニューイヤー駅伝」でレース直前に3区からエントリー変更で茂木と同じ6区に出場し、3位を走行していたが強い横風をまともに受けてしまったことと38度の発熱で強行出場したことにより、ゴール手前1kmで茂木に抜かれ区間4位の平凡な結果に終わってしまう。後日の新聞記事で茂木の区間賞の快挙よりも大々的に記載される。
自身の最高記録を抜いた茂木の「東日本チャンピオンズカップ」10000ｍの記録を、たった1日で抜き返した。
「第64回豊橋国際マラソン選手権大会」では終始茂木と競り合ったが、ゴール手前で抜かれ準優勝に終わる。茂木の強さを認め、次は負けないと再戦を誓う。
吉田（よしだ）
演 - 山本涼介
陸上部の選手。

#### アトランティス
小原賢治（おばら けんじ）
演 - ピエール瀧
日本支社営業部長。
半腱様筋を痛めて将来の見込みのない茂木とのサポート契約を打ち切ったが、ダイワ食品部内トライアルレースでの走りを見て考えを変え、自社商品シューズ「RII」他レース一式と「こはぜ屋」の信用情報調査報告書を、佐山を通じて茂木に渡しサポート復活を図る。
茂木が「陸王」で毛塚を抜いて好記録を出したことに不快感を示し、会席で橘に「こはぜ屋」の数倍の取引があると言いくるめ、「タチバナラッセル」との契約を奪い取る。
シルクレイ目当てで「こはぜ屋」買収を目論む御園に対して、シルクレイを「RII」のソールに使用してもらうように取引しようと企む。しかし、御園との契約は保身目的で「こはぜ屋」潰しに躍起になるのを見抜かれて成立せず、茂木からも軽蔑されて逆に陸王への思いの更なる後押しをしてしまう。「第64回豊橋国際マラソン」でRIIを履いた毛塚が陸王を履いた茂木に敗れてから、40人以上の選手にサポート打ち切りを告げられたことや村野を辞職に追い込んだことを本社の上役に非難され、次の異動で別会社への出向を命じられる。
佐山淳司（さやま じゅんじ）
演 - 小籔千豊
日本支社営業担当。小原の部下。
小原の腰巾着であったが、靴のブランド化など金にこだわる小原に不信感を抱き、小原が失敗を部下の責任にしようとしたため見限る。小原が別会社への出向を命じられた直後、一からシューフィッターの勉強をすると宣言し彼の下を去る。

#### 埼玉中央銀行
坂本太郎（さかもと たろう）
演 - 風間俊介
行田支店融資課 → 前橋支店 → 東京キャピタル。
こはぜ屋に新規事業の参入を提案するが、融資の件で支店長や融資課長と対立し、前橋支店に異動する。「こはぜ屋」への異動あいさつ時に、「シルクレイ」のサンプルを持ってきて「陸王」のソールとして提案する。
異動後も紘一の「陸王プロジェクト」に参加し、飯山の居所を見つける。紘一に「シルクレイ」開発による追加融資の打開策として、定期預金の解約を提案する。
将来の可能性よりも過去の数字に目を向ける銀行員の仕事に見切りをつけて、ベンチャーキャピタルの東京キャピタルに転職する。「こはぜ屋」の投資を自社で出来ない代わりに、提案として「フェリックス」に買収される話を紘一に持ち込む。
買収話を提案したことで一旦は紘一を怒らせてしまうが、大会直前にけがをした安田に代わり、「第19回行田市民駅伝競走大会」4区に出場したことで紘一と和解。紘一と御園の買収についての話し合いの場にも同席する。

大橋浩（おおはし ひろし）
演 - 馬場徹
行田支店融資課長。
「こはぜ屋」への融資に関して「新規事業の参入」を勧める坂本に対し、「銀行の利益」を優先して「『こはぜ屋』の社員のリストラ」を提示する。異動した坂本に代わり「こはぜ屋」の担当になったが、紘一からの「シルクレイ」開発による追加融資依頼を実績がないとの理由で貸し渋る。
結果主義で情に流されない人物だが、見分けがつきにくい傷でも不良品とした「足軽大将」の山を見て、「こはぜ屋」のプライドを持った仕事ぶりに心を動かされ、紘一の希望通りの融資をしようとするが、自分の力不足で希望通りの融資審査が通らなかったことを謝罪する。そして「こはぜ屋」を将来性のある会社だと評し、紘一に編み物会社「タチバナラッセル」を紹介する。
「こはぜ屋」一同が会議している買収話を立ち聞きしてしまい、一般論として一旦子会社になると親会社の思い通りになってしまうと忠告する。
家長亨（いえなが とおる）
演 - 桂雀々
行田支店支店長。
元々「こはぜ屋」を時代遅れの足袋屋として軽く見ていたが、紘一の絶対に諦めない姿を目の当たりにして心を動かされ、最後には自分のなじみの工場の中からシルクレイを採用しそうな所をピックアップし大橋に託す。
ポスターモデル
演 - 山本里菜（TBSアナウンサー）

#### フェリックス
御園丈治（みその じょうじ）〈49〉
演 - 松岡修造（第7話 - 最終話）
2007年創業のアメリカに本社を置くアウトドア用品のトップブランドの一つに急成長した世界的アウトドア用品メーカー「フェリックス」代表取締役社長。小原とはアメリカにいた時からの知り合い。
東京大学法学部卒。大学卒業後すぐに渡米し、一流アパレルメーカー「マンハッタンブルー」に就職する。その10年後に独立し、39歳の時に「フェリックス」を創業する。
ジャニスという名の妻がいたが、滞在先のメキシコでハリケーンの被害に遭い息を引き取った。「フェリックス」はその時のハリケーンの名前。
シルクレイに興味を示して最初は飯山に自社担当との接触を図らせるものの、「こはぜ屋」との契約を盾に断られたため買収に乗り出す。しかし、その思惑とシルクレイに匹敵する素材の自社開発が困難な弱みを察知した紘一から、買収提案を拒絶されそのかわりに業務提携を持ち掛けられ、一旦は物別れするものの最終的にはシルクレイ製造機の設備資金融資を5年で返済し、返済出来なければ傘下に入ることを条件に「こはぜ屋」との業務提携を提案する。
自社に足りないものに他社を買収して補うことで会社を急成長させる徹底した合理主義者であるが、一方でシルクレイや「陸王」の可能性を正しく評価する。
こはぜ屋との業務提携後、ダイワ食品陸上部のサポートと同時に、茂木に「陸王」を提供している。
関口智行
演 - 岸祐二（第7話 - 最終話）
社長秘書。

#### その他
広樹（ひろき）
演 - 緒形敦
大地の同級生。居酒屋でよく大地の話し相手になっている。
レース実況
演 - 初田啓介（TBSアナウンサー）（第1話・第3話・第5話・第6話・最終話）
第1話は「第62回豊橋国際マラソン選手権大会」、第3話は「熊谷シティマラソン」、第5話・第6話は「第62回ニューイヤー駅伝」、最終話は「第64回豊橋国際マラソン選手権大会」と各レースの実況を担当する。
大会MC
演 - 石井亮次（当時CBCアナウンサー）（第1話・最終話）
「豊橋国際マラソン選手権大会」の大会MC。レース前に茂木、毛塚等の大会に出場される注目選手を紹介する。最終話「第64回豊橋国際マラソン選手権大会」でも同じく選手紹介をすると共に、優勝者・茂木のインタビューも担当する。

#### ゲスト
※複数話登場人物には演者名横に（）で登場話を追記。
第1話
増田明美
演 - 本人（最終話）
「豊橋国際マラソン選手権大会」の解説者。
サイラス・ジュイ
演 - 本人（最終話）
「第62回豊橋国際マラソン選手権大会」の優勝者。第63回も優勝する。第64回は25km地点で先頭集団グループから抜け出し、40kmまでトップで走行していたが、第62回で茂木が棄権されたのと同じ場所で脚を痛め棄権する。
藤井
演 - 内場勝則
「こはぜ屋」の取引先であった大阪の呉服問屋「鶴善商事」担当。
矢口
演 - 井上肇
「こはぜ屋」の大口取引先である「大徳デパート」担当。
売り場が3割縮小されることを告げる。
スポーツショップ店員
演 - 原アンナ
茜のためにスニーカー「アトランティスRII」を購入する紘一の相手をする。

第2話
友部
演 - 小松利昌
「シカゴケミカル日本支社」営業担当。
当初は飯山の「シルクレイ」特許に魅力を感じ契約寸前までいったが、一度会社を倒産させているので信用出来ないとの理由で、飯山に断りの電話を入れる。

第3話
島遥香
演 - 中西麻耶（第7話・最終話）
「月刊アスリート」の陸上競技担当記者。茂木に毛塚との対談企画を持ち込み茂木の承諾を得られたが、後に毛塚の折り合いがつかない理由で、茂木に断りの電話を入れる。
「第62回ニューイヤー駅伝」の茂木の活躍を見て、彼に再度取材申し込みして実現され、陸王の軽さに関心を示す。
「第64回豊橋国際マラソン選手権大会」アトランティス サポート選手記者会見で毛塚・茂木に質問する。
栗山
演 - 鳥居みゆき
町村学園の高校教師。「陸王」を1200足発注する。
村尾
演 - 山本圭祐
「東和エレキ工業」人事部担当。大地に2次面接合格し本社面接に来るように電話連絡したが、本社面接当日に寝坊し遅刻した大地に対して社会人としての自覚をもつようにと叱責する。
神林勇太
演 - 本人
コジマ再生製作所陸上部の選手。オリンピックのマラソン最有力候補。「熊谷シティマラソン」に出場し3位になる。
T・ワンジャラ
演 - イエゴ・エバンス
オリンピック銅メダリスト。「熊谷シティマラソン」の優勝者。

第4話
野坂
演 - 松尾諭
「ダイワ食品」社員。茂木に選手生命を絶ったら自社に居場所はないと通告し、彼に早急の進退を促す。

第5話
橘健介（たちばな けんすけ）
演 - 木村祐一（第6話）
設立3年で築き上げたベンチャー企業の編み物会社「タチバナラッセル」の社長。経編みの新技術を生かした素材「ダブルラッセル」で特許を取得している。
埼玉中央銀行の大橋の紹介で工場を訪れた紘一・村野が、軽さ・耐久性に優れたダブルラッセルに感嘆し、陸王のアッパー素材にと請われる。新規会社なので大企業からは相手にされないと、紘一の決断を大歓迎した。
その後、アトランティスからダブルラッセルを「RII」のアッパー素材にと請われ、かなり悩んで大橋とも相談した末に「こはぜ屋」との契約は3月までと紘一に申し出て、会社の収益の柱となる「アトランティス」に契約を移す。自分が特許を取得するまでの苦労を紘一が代弁する形で小原に言い聞かせている姿を見て、彼を裏切らないために今後は誠心誠意「RII」を少しでも良くするために全力で取り組むことを誓う。

第6話
中岡
演 - 板垣雄亮
「大徳デパート」社員。
商品化された「陸王」の売れ行きが悪く、紘一に対して和装売り場に置くことを提案する。
彦田知治
演 - 菅谷哲也
「芝浦自動車」陸上競技部の選手。
「第62回ニューイヤー駅伝」3区に出場する。アトランティスと契約を結んでいるが、ニューイヤー駅伝後に「こはぜ屋」とのサポート契約を申し出る。
橋本
演 - 大西武志
「アトランティス」社員。
データ分析した結果、全ての面において「RII」より「陸王」が上回っていること、縫製技術は追いつけないことを小原に伝える。
原晋
演 - 本人
「第62回ニューイヤー駅伝」解説者。茂木の快調な走りを見て、「神がかっている」「魔法にかかった走り」「チーターですよ」と絶賛する。

第7話
大野
演 - ヨネスケ
「大野木工」社長。埼玉中央銀行前橋支店の坂本の担当先。借金がかさみ、会社をたたむことを決断する。
清崎
演 - 上杉祥三（第8話）
「アジア工業」陸上部監督。
栗村
演 - 遠山俊也
埼玉中央銀行前橋支店支店長。
尾村
演 - 矢野浩二
「タチバナラッセル」に代わるアッパー素材が作れる全国の織物会社を、大地がリストアップして見つけた一社の社長。大地が会社に訪れるが取引依頼を断る。

第9話
檜山和人
演 - 斉木しげる
「タテヤマ織物」代表取締役社長。部下への面会を求めてロビーで待ち続ける大地を呼び止め、自分が社長であることは明かさずに話を聞き、「陸王」の完成度の高さと大地の「陸王」に対する強い熱意に、「こはぜ屋」へのアッパー素材提供の取引を承諾する。

最終話
南原
演 - 堀尾正明
「メトロ電業」製造部長。大地の最終面接を担当し、「陸王」開発の経験を語った大地に「念のために訊きますが…、きみはこの仕事を続けたいんじゃないのかい？」と問い掛ける。
桐山
演 - 瀬古利彦
「メトロ電業」企画部長。大地の最終面接を担当し、持参された「陸王」の初期モデルを手に取ってその出来栄えに感心する。
川田
演 - 小須田康人
「メトロ電業」人事部長。大地の最終面接を担当し、彼の語った「陸王」開発の経験談に興味深く聞き入り、それを踏まえて「きみは何を学んだか」と問い掛けその回答に感心する。

### スタッフ
- 原作 - 池井戸潤『陸王』（集英社刊）
- 脚本 - 八津弘幸、吉田真侑子
- 脚本協力 - 吉田真侑子
- 音楽 - 服部隆之
- 劇中歌 - Little Glee Monster「Jupiter」、「糸」（ソニー・ミュージックレコーズ）
- ナレーション - 八木亜希子
- 陸上総監修 - 原晋（青山学院大学陸上競技部長距離ブロック監督）
- 陸上協力 - 青山学院大学陸上競技部、瀧川大地（青山学院大学陸上競技部コーチ）
- トレーニング協力 - スポーツモチベーション
- 特別協力 - ミズノ
- 足袋協力 - きねや足袋
- シルクレイ協力 - ながすな繭株式会社
- フェリックス協力 - mont-bell
- シューフィッター指導 - 足と靴と健康協議会
- 協力 - 埼玉県行田市
- 撮影特別協力 - 行田市観光協会、豊橋市、ほの国東三河応援団、豊橋観光コンベンション協会、行田警察署、鴻巣市、鴻巣市フィルムコミッション、前橋市、アンダーズ東京
- 編成 - 岸田大輔、竹内敦史
- プロデューサー補 - 北川学、植田春菜
- 演出補 - 松木彩、伊藤雄介、宮崎萌加、福島宏介、武士光成、宮崎陽平、石角紗希、村尾啓、宮坂優生、唐澤景一、斉藤正直
- プロデューサー - 伊與田英徳、飯田和孝、川嶋龍太郎
- 演出 - 福澤克雄、田中健太
- 製作著作 - TBS

### 放送日程
| 各話                                                                         | 放送日   | サブタイトル                                                                  | 脚本                | 演出              | 視聴率 |
| ---------------------------------------------------------------------------- | -------- | ----------------------------------------------------------------------------- | ------------------- | ----------------- | ------ |
| 第1話                                                                        | 10月15日 | 倒産寸前の足袋屋が大企業と悪銀行に挑む! 親子と仲間の愛で復活なるか            | 八津弘幸            | 福澤克雄          | 14.7%  |
| 第2話                                                                        | 10月29日 | 執念で完成させろ! 想いは金に勝てる?                                           | 八津弘幸            | 福澤克雄          | 14.0%  |
| 第3話                                                                        | 11月05日 | 世界に一つのシューズを息子に託して!                                           | 八津弘幸            | 田中健太          | 15.0%  |
| 第4話                                                                        | 11月12日 | 新陸王で涙の復活!裏切り大企業に挑め                                           | 八津弘幸            | 田中健太          | 14.5%  |
| 第5話                                                                        | 11月19日 | 陸王を脱いだ茂木! 大企業が牙を剥いた〜倒産を救う息子の絆                      | 八津弘幸            | 福澤克雄          | 16.8%  |
| 第6話                                                                        | 11月26日 | 陸王でライバルを倒せ! 息子と一緒の戦                                          | 八津弘幸            | 福澤克雄          | 16.4%  |
| 第7話                                                                        | 12月03日 | 陸王が中止! あきらめない息子                                                  | 八津弘幸            | 田中健太          | 14.7%  |
| 第8話                                                                        | 12月10日 | 3億円で買収!? 陸王で親子駅伝                                                  | 八津弘幸            | 田中健太          | 17.5%  |
| 第9話                                                                        | 12月17日 | 最終回前!陸王最大の危機!!百年の歴史に幕? 茂木が陸王を脱ぐ!親子で踏ん張れ      | 八津弘幸 吉田真侑子 | 田中健太 福澤克雄 | 15.7%  |
| 最終話                                                                       | 12月24日 | 陸王が奇跡を起こす 親から子へ、仲間とのタスキを信じて走れ! 感動の激走の結末は | 八津弘幸            | 福澤克雄          | 20.5%  |
| 平均視聴率 16.0%（視聴率はビデオリサーチ調べ、関東地区・世帯・リアルタイム） |          |                                                                               |                     |                   |        |

- 10月22日は衆議院議員総選挙特番『激突!与野党大決戦 選挙スタジアム2017』（19時57分 - 翌1時・翌1時20分 - 2時30分）のため休止[38]。
- 12月24日は最終回25分拡大と、その前座に『超緊急特別ドラマ企画 陸王〜最終章〜』（19時 - 21時）も別途放送[39]。

### 受賞
- 第95回ザテレビジョンドラマアカデミー賞（2017年）[40][41]
  - 最優秀作品賞
  - 主演男優賞（役所広司）
  - 監督賞（福澤克雄、田中健太）

### 池井戸潤の作品関連
ドラマの作中に、池井戸潤が手がけた作品に関連するものが登場する。
- 大会のスポンサーとして『下町ロケット』に登場する帝国重工がゼッケンに社名を載せている。
- 『ルーズヴェルト・ゲーム』に登場するジャパニクスが陸上部を保有する会社として登場している。
- 大地が面接する会社の中に、『半沢直樹』にて半沢の同期である近藤が出向しているタミヤ電機が登場している。

### 反響

陸王田んぼアート

撮影に協力した行田市では、放送開始から徐々に『こはぜ屋』の外観撮影地などロケ地を回る観光客が増加し、煎餅店に注文が殺到するなど地元のドラマ関連商品の売り上げが伸びたり、足袋製造の技術指導も行っている『きねや足袋』はランニング足袋『きねや無敵』の注文が増えた。
行田市は、『陸王』のドラマ化や田んぼアート事業10周年を記念して古代蓮の里南側の水田に役所広司の似顔絵による陸王の田んぼアートを製作した。なお、この田んぼアートは十万石まんじゅうと陸王のコラボレーションの際に発売された「陸王まんじゅう」のパッケージのデザインにも使用された。
| TBS系 日曜劇場                              | TBS系 日曜劇場                     | TBS系 日曜劇場                                                 |
| 前番組                                      | 番組名                             | 次番組                                                         |
| ------------------------------------------- | ---------------------------------- | -------------------------------------------------------------- |
| ごめん、愛してる （2017年7月9日 - 9月17日） | 陸王 （2017年10月15日 - 12月24日） | 99.9-刑事専門弁護士- （SEASON II） （2018年1月14日 - 3月18日） |